# Love and Other Drugs
Love and Other Drugs és una pel·lícula estatunidenca de 2010 dirigida per Edward Zwick i inspirada en el llibre Hard Sell: The Evolution of a Viagra Salesman de Jamie Reidy.
La història, ubicada en el gènere del drama romàntic, però també amb un enfocament còmic, es converteix en la segona pel·lícula de Zwick que toca la comèdia, després de Va passar ahir a la nit. A més, la cinta reuneix per segona vegada a la parella formada per Jake Gyllenhaal i Anne Hathaway, cinc anys després de la seva primera cinta en comú, Brokeback Mountain.

## Argument
Maggie Murdock (Anne Hathaway) és una dona jove, guapa i independent que no deixa que ni res ni ningú la lligui en la seva vida. Tanmateix, per una casualitat del destí, durant una visita al metge coneix en Jamie Randall (Jake Gyllenhaal) que té un terrible carisma i encant personal i físic que atrau a les dones. Jamie és un comercial de la indústria farmacèutica que en aquests moments (a finals dels anys 90) ha tret a la venda el conegut medicament amorós anomenat Viagra. Evidentment, el seu èxit amb les dones afavoreix les seves vendes en aquest producte. Però el que no es podia imaginar era que trobaria una dona com ell en Maggie.
Després d'haver-se conegut fortuïtament, Maggie i Jamie acaben iniciant una relació sexual. Aviat però, s'adonen que els seus sentiments evolucionen més enllà d'una simple relació física i, a poc a poc, es van veient influenciats per la droga de l'amor. La dolçor del moment malauradament, s'acabarà tornant amarg quan Maggie parli a Jamie de la greu malaltia que pateix: Parkinson.

## Repartiment
- Jake Gyllenhaal: Jamie Randall
- Anne Hathaway: Maggie Murdock
- Oliver Platt: Bruce Winston
- Hank Azaria: Dr. Stan Knight
- Josh Gad: Josh Randall
- Gabriel Macht: Trey Hannigan
- Judy Greer: Cindy
- George Segal: Dr. James Randall
- Jill Clayburgh: Nancy Randall
- Kate Jennings Grant: Gina
- Katheryn Winnick: 'Lisa'
- Kimberly Scott: Gail
- Peter Friedman: home californià

## Premis
L'atreviment temàtic de la història va fer que la pel·lícula copsés algunes nominacions en diversos festivals cinematogràfics com:
Globus d'Or
- Nominada per:
  - Millor actriu musical o còmica per Anne Hathaway
  - Millor actor musical o còmic per Jake Gyllenhaal